# Anna Schauberger

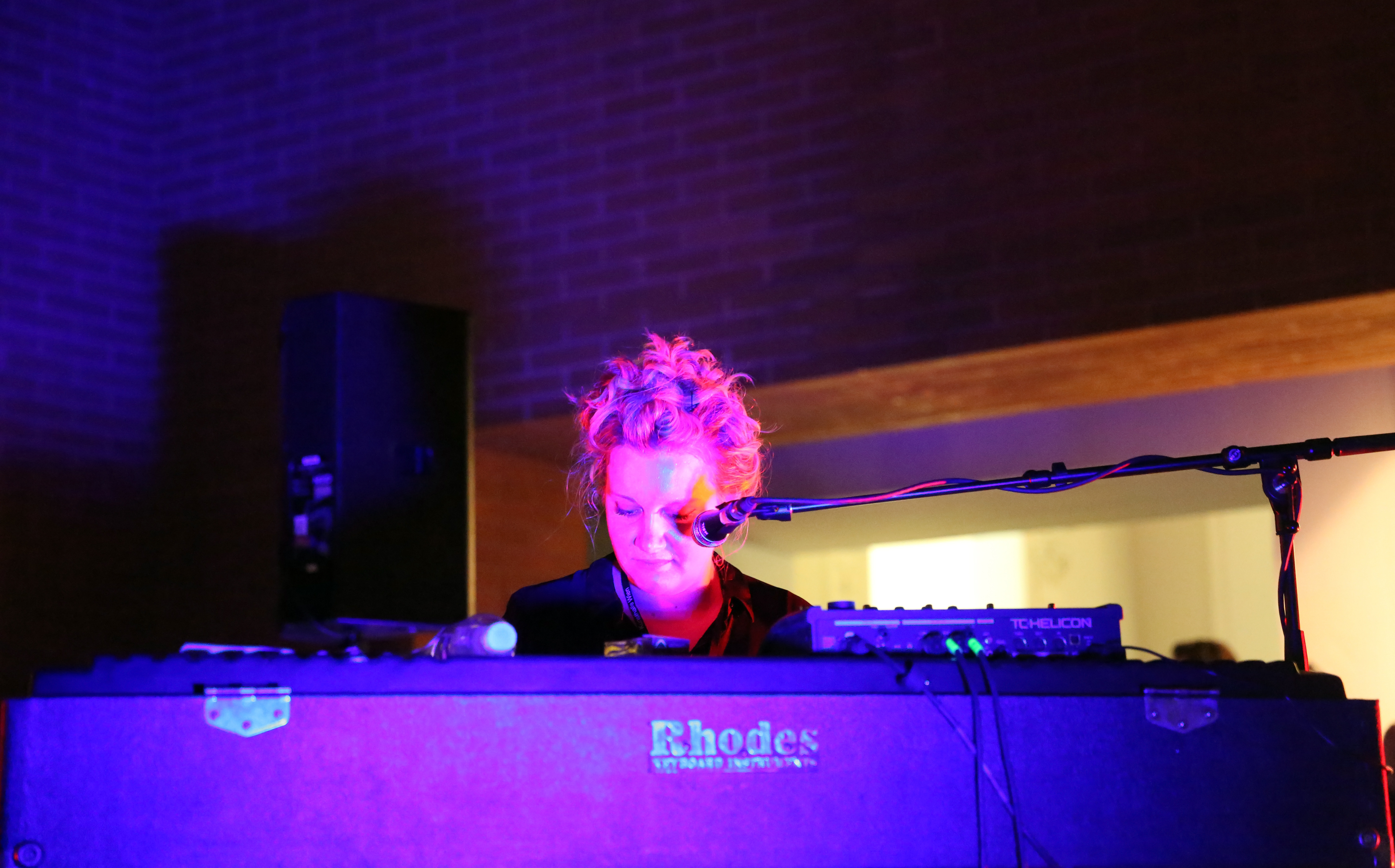
Anna Schauberger/The Unused Word (Popfest 2014)

Anna Schauberger (* 1985 in Österreich), auch bekannt unter ihren Pseudonymen The Unused Word und Yolo Ferrari, ist eine österreichische Musikproduzentin, Sängerin, Komponistin und Radiomoderatorin. Sie ist beim Wiener Label Duzz Down San unter Vertrag und Sängerin der chiemgauer Band Allænd North. Ihre akustischen Hauptelemente sind Tasteninstrumente und Stimme. Typisch für ihr Klangbild ist eine organische, düstere elektronische Melancholie. Schaubergers Liedtexte sind üblicherweise englisch. Aufgrund unterschiedlicher ausbildungsbedingter Prägungen finden sich in Schaubergers Musik unter anderem Elemente aus der Klassischen Musik, Romantik, Blues, Hip-Hop, Trip-Hop, Jazz, Soul, sowie Pop und Chormusik.

## Leben
Anna Schauberger wuchs in der Obersteiermark auf. Sie ist die Enkelin von Walter Schauberger. Neben Blockflöten- und Gitarrenunterricht erhielt sie seit früher Kindheit Klavierstunden, hauptsächlich an der Musikschule Leoben, und bestand im Jahr 2003 die Abschlussprüfung im Fach Klavier mit Auszeichnung. Ihre ersten Kompositionen schrieb Schauberger als Neunjährige. Als Teenager bestritt sie als Pianistin gemeinsame Auftritte mit dem Gesamtsteirischen Jugendorchester. Sie war lange Zeit Teil der Big Band Leoben und ging als Pianistin mit dem Leobner Kinderchor auf Tournee durch Deutschland und Holland. Während eines Auslandsjahres nahe Seattle, WA, war Schauberger Pianistin der Highline High School Jazz Band.
Nach ihrer Matura war sie Sängerin für befreundete Rap-Formationen. Im Jahr 2005 begann sie elektronische Musik zu produzieren. Sie komponierte die Laufstegmusik für die Modenschau der österreichischen Designerin Ingrid Vien im Wiener MuseumsQuartier. In der Wintersaison 2005/2006 komponierte und produzierte Schauberger das komplette musikalische Programm für das Theaterstück Les nègres nach Jean Genet in der Inszenierung von Karl Welunschek an der Studiobühne der Grazer Oper.
In Wien gründete Schauberger im Jahr 2007 mit zwei Kolleginnen ein A-cappella-Trio und später einen privaten Chor, den sie selbst leitete. Schauberger ist seit 2009 Teilnehmerin am Kreativfestival Schmiede Hallein und leitete dort in den Jahren 2016 und 2017 einen selbst initiierten Chor namens Schmiede Gesangsverein.
2009 begann sie ein Studium im Fach Komposition an der Universität für Musik und darstellende Kunst Wien, das sie 2012 abbrach. 2014 erschien erstmals Schaubergers zweiwöchentliche Radiosendung Kontrollverlust – Die Sendung mit der Jogginghose im Freien Radio Salzkammergut. Seit 2016 bildet Anna Schauberger unter ihrem Pseudonym The Unused Word mit ihrer Kollegin Eva Fischer (sound:frame) das mit Klang und visuellen Elementen arbeitende Duo Solid Heart Vagrant.
Sie wurde vom Wiener Label Duzz Down San unter Vertrag genommen. Seit 2017 ist Schauberger auch unter dem Namen Yolo Ferrari aktiv und schreibt in dieser Rolle Texte auf Deutsch, die sie in einer Dialektmischung rezitiert. Während sie sich in ihren englischen Texten wiederholt mit dem Thema Depression auseinandersetzt, widmen sich ihre deutschen Texte verstärkt feministischen Ansätzen.
Sie lebt mit ihrem Mann und ihrem Kind in Oberösterreich.

## Ehrungen und Auszeichnungen
- 2015 SKE-Jahresstipendium in Höhe von 12.000 €.[6][7]

## Veröffentlichungen

### Musik für Theater und Performances
- Musik zum Theaterstück Les nègres von Jean Genet. Inszenierung von Karl Welunschek, 23. März – 1. April 2006, Studiobühne der Grazer Oper.
- Musik für prismatic #1. Tanzperformance von Livia Marques. Video, 28. September 2012[8].
- Musik für prismatic #1 part 2. Tanzperformance von Livia Marques. Video, 5. Oktober 2012[9].
- Musik für unnecessary. Tanzperformance von Livia Marques. Video, 6. Oktober 2013[10].
- Komposition, Arrangement und Musikproduktion für Barbis in Babeland. Performical (Verbindung aus "Performance" und "Musical"). Konzept und Produktion: Barbis Ruder. Premiere 13. Mai 2016, WUK Wien[11]

### Kompositionen
- Heimatmelodien (2010) – Stück für Erzählerstimme, zwei Gesangsstimmen, Violine, Bratsche, Cello, Kontrabass und Live-Elektronik. Uraufführung 29. Juni 2010, Universität für Musik und darstellende Kunst Wien.
- White (2010) – Stück für vier Gesangsstimmen. Uraufführung im Rahmen von 'Musik der Zeit II – „…die Welt in Klang gefasst…“'[12] im Oktober 2010, Jesuitenkirche Wien.

### Tonträger & Digitale EPs (Auswahl)
- Golden EP. firnwald & The Unused Word, Remix EP[13]. Digital.
- ∞ (infinity)[14]. Duzz Down San, März 2013. 8 Tracks. CD, Download.
- unused connects. ein_klang records, Mai 2013[15][16]. In enger Zusammenarbeit mit dem KomponistInnenforum Mittersill, ein_klang records und mica. 12" Vinyl.
- Think EP. Duzz Down San[17], Oktober 2014[18]. 6 Tracks. CD, 10" Vinyl[19], Download.
- C Quadrat. Remixprojekt, ein_klang records, Juni 2015[20]. 12" Vinyl.
- Basic. Jimmy Pé feat. The Unused Word. Gergaz, Juni 2016. Als Split-EP auf Vinyl geplant; Fehlpressung[21]. Download.
- 5 – The balance – Duzz Down San, 9. Mai 2016. 6 Tracks. Download[22].
- Impact – Juli 2016. EP der Band Allænd North, Gasttexterin & -sängerin.

### Musikvideos
- Florescence[23], Kensee feat. The Unused Word. Musikvideo, 19. Mai 2011.
- Silent Summer[24], The Unused Word. Video produziert von kwan. Premiere durch The Gap[25], 10. Oktober 2014.
- Not Your Babe, Babe 2 feat. The Unused Word. Teil des Performicals "Barbis in Babeland" von Barbis Ruder[26], 2016.
- "Moving Mountains"[27], Kensee feat. Abu Gabi, Katharsis, The Unused Word, 6. Dezember 2016.
- The Unused Word – Studio Session at 12 Minutes Live (Okto)[28], 5. Mai 2017.

### Schrift
- Text Vernetztes Vertrauen (S. 157 – 160), sowie Transkription der beiden Podiumsdiskussionen Pädagogische Projekte – Mission oder Alibi? (S. 141 – 149) und Diskursformen der Neuen Musik (S. 163 – 181). Allesamt erschienen im Buch "Neue Musik – heute?", UT: Versuch einer Standortbestimmung, S. 156 – 160. Hg. mica – Music Austria. Entstanden im Rahmen des Symposiums "zur aktuellen Situation der Neuen Musik" unter Zusammenarbeit zwischen Wien Modern, der Universität für Musik und darstellende Kunst, und mica.